# Guillaume François Berthier
Guillaume François Berthier (* 7. April 1704 in Issoudun; † 15. Dezember 1782 in Bourges) war ein französischer Jesuit und Publizist.

## Leben
Er unterrichtete Philosophie in Rennes und Rouen, dann Theologie in Paris. Von 1745 bis 1762 war er Herausgeber des Journal de Trévoux, der gelehrten Zeitschrift der Jesuiten.  Er führte heftige Auseinandersetzungen mit Voltaire und den Enzyklopädisten. Voltaire ließ ihn in einer Satire vorzeitig am Gift seiner eigenen Schriften sterben. Ein gegen Rousseaus Du Contrat social gerichtetes Buch wurde erst 1789 veröffentlicht, Berthier unterbrach die Arbeit daran, als Rousseaus Werk ohnehin verurteilt wurde.
Ende 1762 bestellte der Thronfolger ihn zum Bibliothekar der königlichen Hofbibliothek und zum Erzieher seiner Söhne, der späteren Könige Ludwig XVI. und Ludwig XVIII. Als der Besitz der französischen Jesuiten 1764 konfisziert wurde, ließ er sich in Offenburg nieder. Zehn Jahre später zog er sich nach Bourges zurück.
Von 1745 bis 1749 hatte er mehrere Bände einer großangelegten Geschichte der französischen Kirche verfasst (Histoire de l’Église gallicane, die Bde. 13–18 über die Jahre 1320 bis 1559). Nach seinem Tod wurden aus seinem Nachlass jeweils in fünf Bänden ein Psalmenkommentar, ein Werk über den Propheten Jesaja und Réflexions spirituelles veröffentlicht.

## Werke
- Histoire de l’Église gallicane, Bde. 13–18, Paris 1745–49. Google-Scan von Bd. 18
- Psaumes traduits en françois, avec des réflexions, 5 Bde., Paris 1785.
- Isaïe traduit en françois avec des notes et des réflexions, 5 Bde., Paris 1788–89.
- Observations sur le Contrat social de J. J. Rousseau, Paris 1789. Google-Scan
- Réflexions spirituelles, 5 Bde., Paris 1790. Google-Scan von Bd. 1. Eine erste Ausgabe erschien 1750. Der 4. Bd. teilw. auf Deutsch als Betrachtungen über den Tod, München 1839. Google-Scan

## Nachweise
1. ↑  Relation de la maladie, de la confession, de la mort, et de l’apparition du jésuite Berthier („Bericht von der Krankheit, der Beichte, dem Tod und der Erscheinung des Jesuiten Berthier“), 1759, in: Voltaire, Facéties, Oevres complètes, t. 60, Paris 1831, S. 71–88

| Personendaten    | Personendaten                      |
| ---------------- | ---------------------------------- |
| NAME             | Berthier, Guillaume François       |
| KURZBESCHREIBUNG | französischer Jesuit und Publizist |
| GEBURTSDATUM     | 7. April 1704                      |
| GEBURTSORT       | Issoudun                           |
| STERBEDATUM      | 15. Dezember 1782                  |
| STERBEORT        | Bourges                            |